# حادثة البرج 22
أكدت السلطات الأمريكية في 28 يناير 2024 مقتل ثلاثة عسكريين أمريكيين وإصابة 34 آخرين إثر استهدافهم بطائرة مسيرة في موقع أمريكي بالأردن.
كان الجنود الذين قُتِلوا نائمين في الخيام عندما اُستهدِف الموقع؛ يمثل هذا الحادث أول حالة مقتل جنود أمريكيين منذ بداية الحرب بين إسرائيل وحماس (طوفان الأقصى)، مما يدل على تصعيد كبير.

## خلفية
يتمركز حاليًا حوالي 3000 جندي أمريكي في الأردن، ويشارك هؤلاء المعينون في البرج 22 على وجه التحديد في مهمة "المشورة والمساعدة". تقع النقطة المستهدفة، ألا وهي البرج 22، على مقربة من التنف في سوريا، حيث تشارك القوات الأمريكية والأردنية والعراق بنشاط في القتال ضد تنظيم الدولة الإسلامية.
واجهت القوات الأمريكية وقوات التحالف قبل الهجوم أكثر من 158 حالة استهداف في المنطقة. على الرغم من أن هذه الهجمات السابقة اُعتبِرت عمومًا طفيفة بسبب عدم وجود إصابات خطيرة أو أضرار جسيمة، إلا أن حوالي 70 جنديًا أمريكيًا وقوات التحالف أصيبوا بجروح خلال هذه الحوادث.

## الهجوم
استهدفت الطائرات المسيرة الأحياء السكنية القريبة من القاعدة، مما أدى إلى وفاة ثلاثة من أفراد الخدمة الأمريكية الذين كانوا نائمين في الخيام. ولا يزال سبب فشل الدفاعات الجوية في اعتراض الطائرات المسيرة غير واضح.

وأدى الهجوم أيضا إلى إصابة ما لا يقل عن 25 آخرين، بعضهم يحتاج إلى إجلاء طبي. أفاد مسؤول أمريكي أن ما لا يقل عن 34 فردًا خضعوا لتقييمات إصابات الدماغ المؤلمة المحتملة.
وهذه الحادثة جديرة بالملاحظة لأنها تمثل المرة الأولى التي يُقتل فيها جنود أمريكيون بنيران منذ بداية الحرب بين إسرائيل وحماس، مما يشير إلى تصعيد كبير في المنطقة.

## المسؤولية
وفقًا لمسؤولين أمريكيين، أُطلِقَت الطائرة بدون طيار من سوريا من قبل مسلحين مدعومين من إيران. تعهد الرئيس جو بايدن بضمان مساءلة المتورطين، مشيراً إلى أن الرد سيحدث في الوقت وبالطريقة التي تختارها الولايات المتحدة.
ادعت المقاومة الإسلامية في العراق في وقت لاحق من نفس اليوم أنها شنت هجمات على ثلاث قواعد عسكرية، بما في ذلك قاعدة على الحدود الأردنية السورية.

## ردود فعل
دعا السيناتوران الجمهوريان جون كورنين وليندسي غراهام البيت الأبيض للتعامل مع إيران على وجه التحديد ردًا على الهجمات الأخيرة، وفي الوقت نفسه، نقل المسؤول الكبير في حماس سامي أبو زهري لرويترز أن الهجوم كان بمثابة رسالة مباشرة إلى الإدارة الأمريكية، وشدد زهري على أنه إذا لم يتوقف قتل الأبرياء في غزة، فيجب على الإدارة أن تواجه الأمة الإسلامية بأكملها. كما حذر من «انفجار إقليمي» محتمل نتيجة الصراع الدائر.
أكد المتحدث الرسمي باسم الحكومة الأردنية مهند مبيضين، بحسب التلفزيون الرسمي الأردني، أن الهجوم وقع خارج حدود المملكة، وتحديداً عبر الحدود في سوريا. وهذا يسلط الضوء على التداعيات الإقليمية للوضع وترابط الصراعات في الشرق الأوسط. إن دعوات أعضاء مجلس الشيوخ الجمهوريين إلى رد فعل مركز على إيران، وتحذيرات مسؤولي حماس، ترسم صورة معقدة، تعكس التوازن الجيوسياسي الدقيق في المنطقة.
وفي 30 يناير 2024، أعلن الرئيس الأميركي جو بايدن، أنّه اتخذ قراراً بشأن كيفية الرد على الهجوم بطائرة مسيّرة الذي استهدف القوات الأميركية في الأردن، مضيفاً أنّ إيران هي المسؤولة عن تزويد الأسلحة للهجوم.
وفي 1 فبراير 2024، أكد وزير الدفاع الأميركي لويد أوستن، أن واشنطن سيكون لها رد متعدد المستويات على الهجمات في الأردن.